# 金龙联合汽车
廈門金龍聯合汽車工業有限公司（英語：Xiamen King Long United Automotive Industry Co., Ltd），业界简称为大金龍，是厦门金龙汽车集团股份有限公司旗下企业，成立于1988年12月，是总部位于中國大陸福建省厦门市的一家最主要的客车生产企业。公司下辖厦门大中型、厦门轻型、绍兴公交/前置客车三个生产基地，年产大中型客车能力2万辆、轻型客车能力3万辆，总占地面积80万平方米（厦门大中客基地45万平方米、厦门轻客基地20万平方米，绍兴公交/前置客车基地15万平方米），旗下产品涵盖从4.8米到18米各型客车，广泛应用于客运、旅游、团体、公交和专用车等领域。公司还分别于1998年和2005年投资设立了金龙联合汽车工业（苏州）有限公司和南京金龙客车制造有限公司两家子公司。

## 歷史
金龍聯合汽車是一间位于中國大陸的客車生产企业，廈門金龍汽車集團原本持股25%，廈門海翼集團有限公司25%股權及台灣的三陽工業持股25%，但於2018年5月底台灣方面的股東已將決定將持股賣回廈門金龍，使廈門金龍汽車集團自此增持至50%的股權。
大金龙的历史可追溯至1988年6月开始筹备、同月25日正式注册的厦门汽车工业公司，后者于1988年12月3日投资设立厦门金龙联合汽车工业有限公司。:1867彼时的厦门金龙联合汽车工业有限公司由厦门汽车股份有限公司、东风汽车公司、北京华能综合利用开发公司和香港法亚洋行联合兴办，最初创业时由于急需用地，厦汽不得不买下一间濒临破产的水泥管厂，并将原厂的水泥工培训为钳工和焊工。不久后，金龙便开始生产其首个车型XMQ6700，该车型基于由奔驰在曼谷的合资企业制造、使用Padane车身的奔驰O303开发，金龙方面也从曼谷的组装厂雇用技术员和工人，与原水泥管厂工人共同生产这一车型。1989年，厦汽开始筹备厦门金龙旅行车有限公司（简称“小金龙”，后分化为金旅客车），后者于1992年3月14日成立。
20世纪90年代中期，大金龙的主要产品包括中型旅游客车XMQ6700型（7米级，后衍生出改型XMQ6702B）、大型旅游客车XMQ6110型（11米级，采用东风EQ153底盘总成:59）、XMQ6120型（12米级，采用MAN 18.310底盘），均采用Padane MX车身技术。1996年，大金龙在XMQ6702B中型旅游客车的基础上研发出XMQ6730型城市客车，成为其第一款城市客车车型，同年因应中国高速公路的发展，大金龙引进MAN莱茵之星技术，推出车身与第一代莱茵之星FRH422相似的’97新款XMQ6120，此后大金龙也开始与东风杭汽联合开发研制造型与第二代公共交通企业联合协议（VöV）标准客车造型相似的城市客车，如XMQ6110C、XMQ6100。

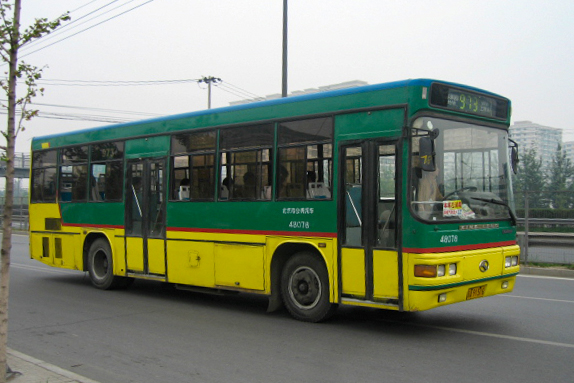
北京公交1999年购入的仿MAN造型XMQ6100SL型液化石油气城市客车，开始使用椭圆形车标

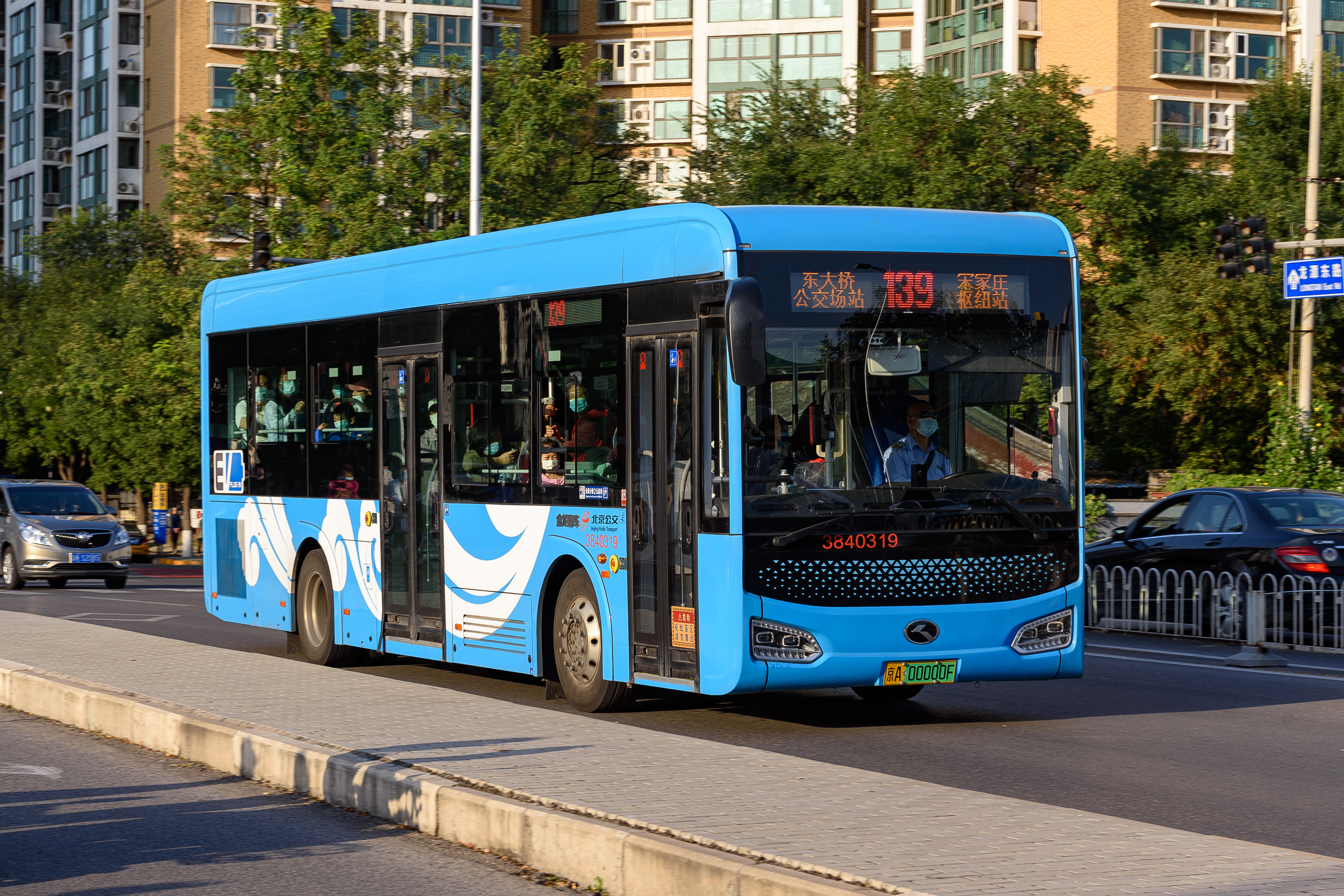
北京公交使用2019款“智慧城市之光”造型的XMQ6106AGSHEVD62

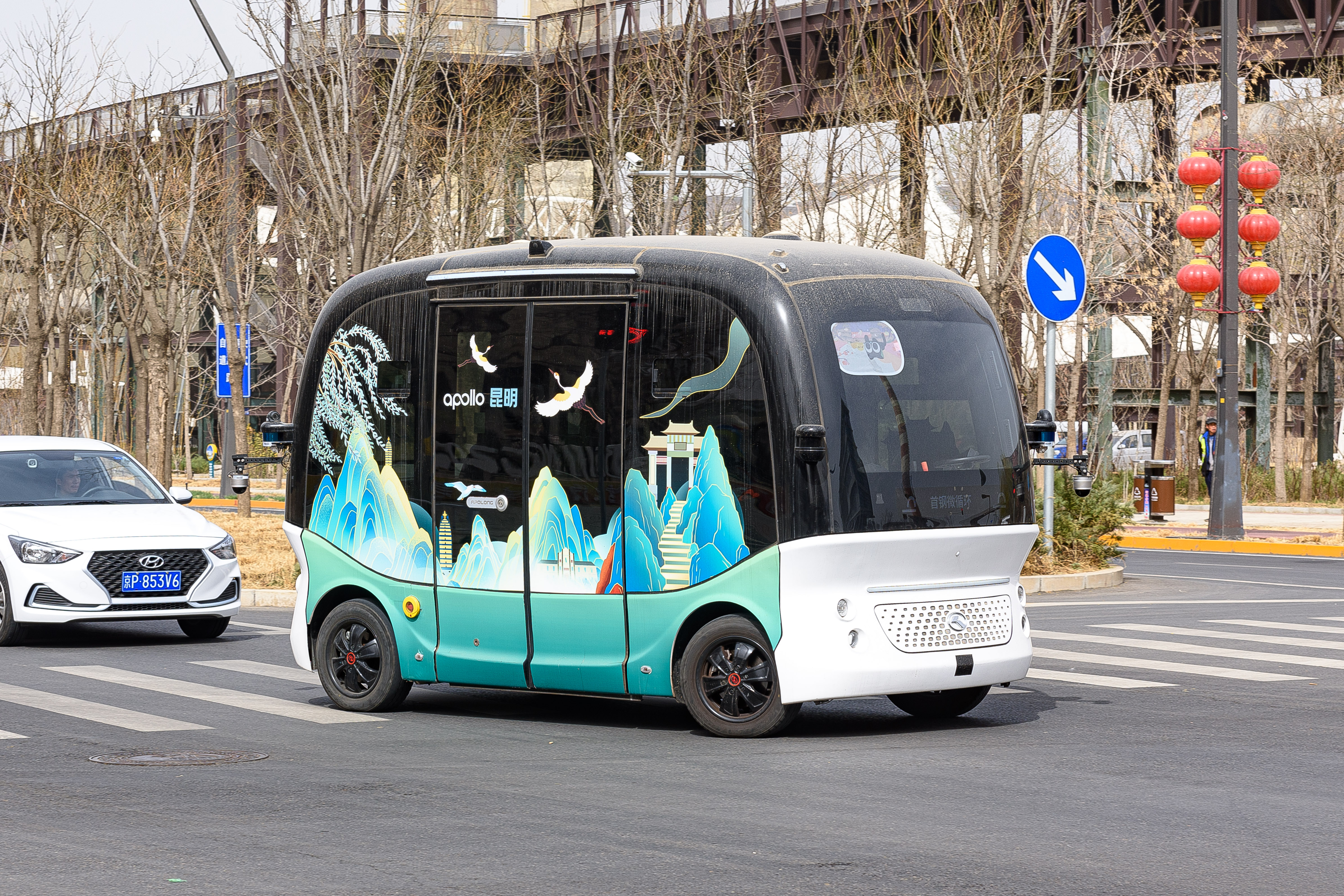
北京首钢园里一台用于穿梭巴士的阿波龙自動駕駛汽車

大金龙最早采用龙型标志，这一标志用于其最早车型XMQ6700上，但只使用了两年即因不易识别而更换为圆形的双人字标志，然而这一标志并未立即被工商局认定为大金龙的商标，而是被大金龙和彼时专注生产轻型客车的金旅同时使用。1998年，由于金旅开始制造大型客车，大金龙将原有的双人标更换为现行的椭圆形人字标志。同样在1998年，大金龙获得为英国亞歷山大車身公司组装ALX500车身丹尼士三叉戟三型双层巴士的业务，厦门本部增至三条生产线，生产压力上升，大金龙遂在苏州和武汉两地设立事业部。1999年6月，大金龙又在绍兴柯桥成立绍兴事业部。2006年，大金龙在厦门集美灌南工业区的新厂区投产，同年大金龙成为中国汽车工业史上第一家产销量突破10万辆的客车企业，大金龙原有的松柏厂房则被改建成枋湖客运中心。2007年，大金龙开发出其第一款铰接客车XMQ6180G，该车型于2008年出口伊朗，2010年起用于厦门快速公交。

## 關係企業

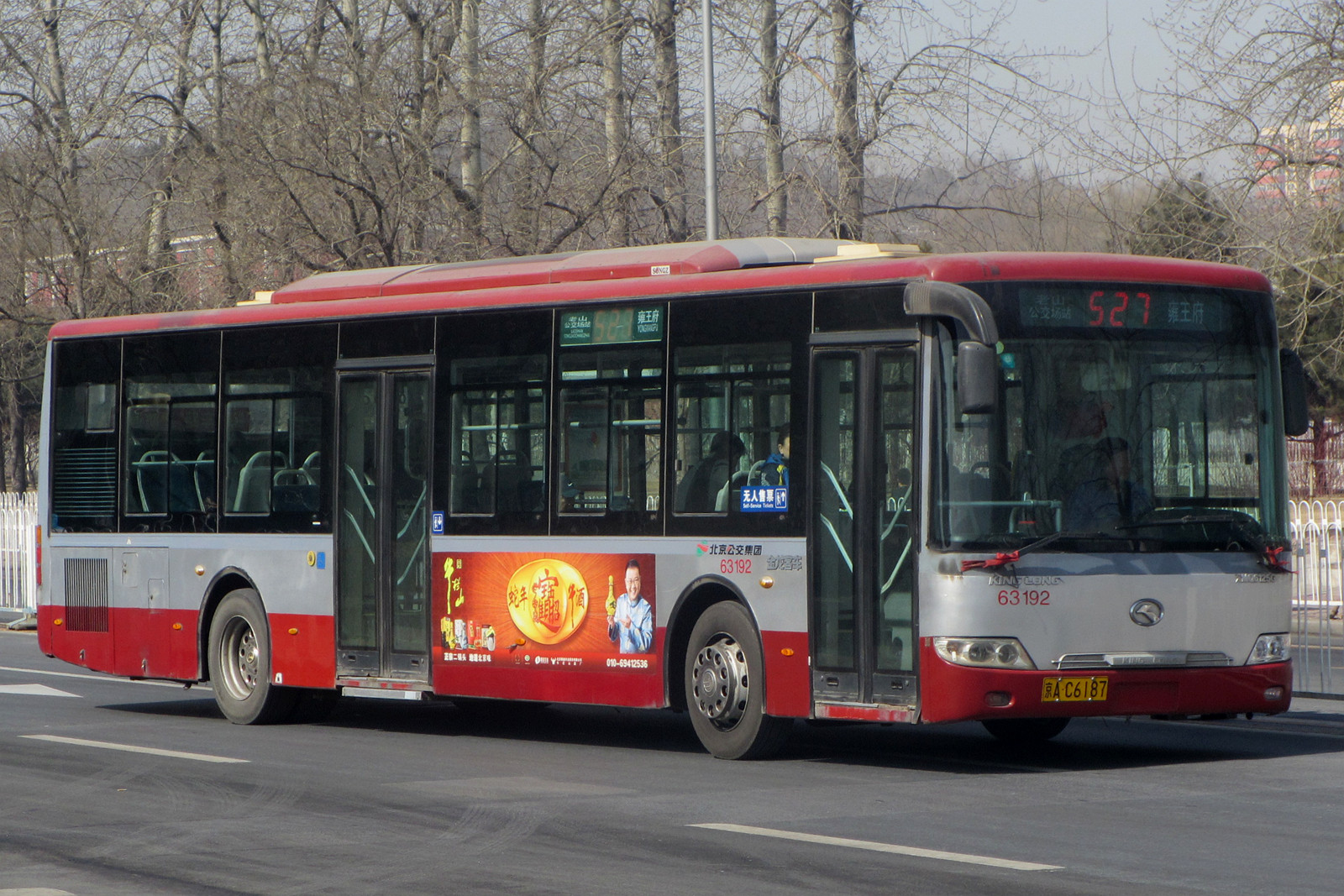
北京街头的金龙XMQ6125G型客车
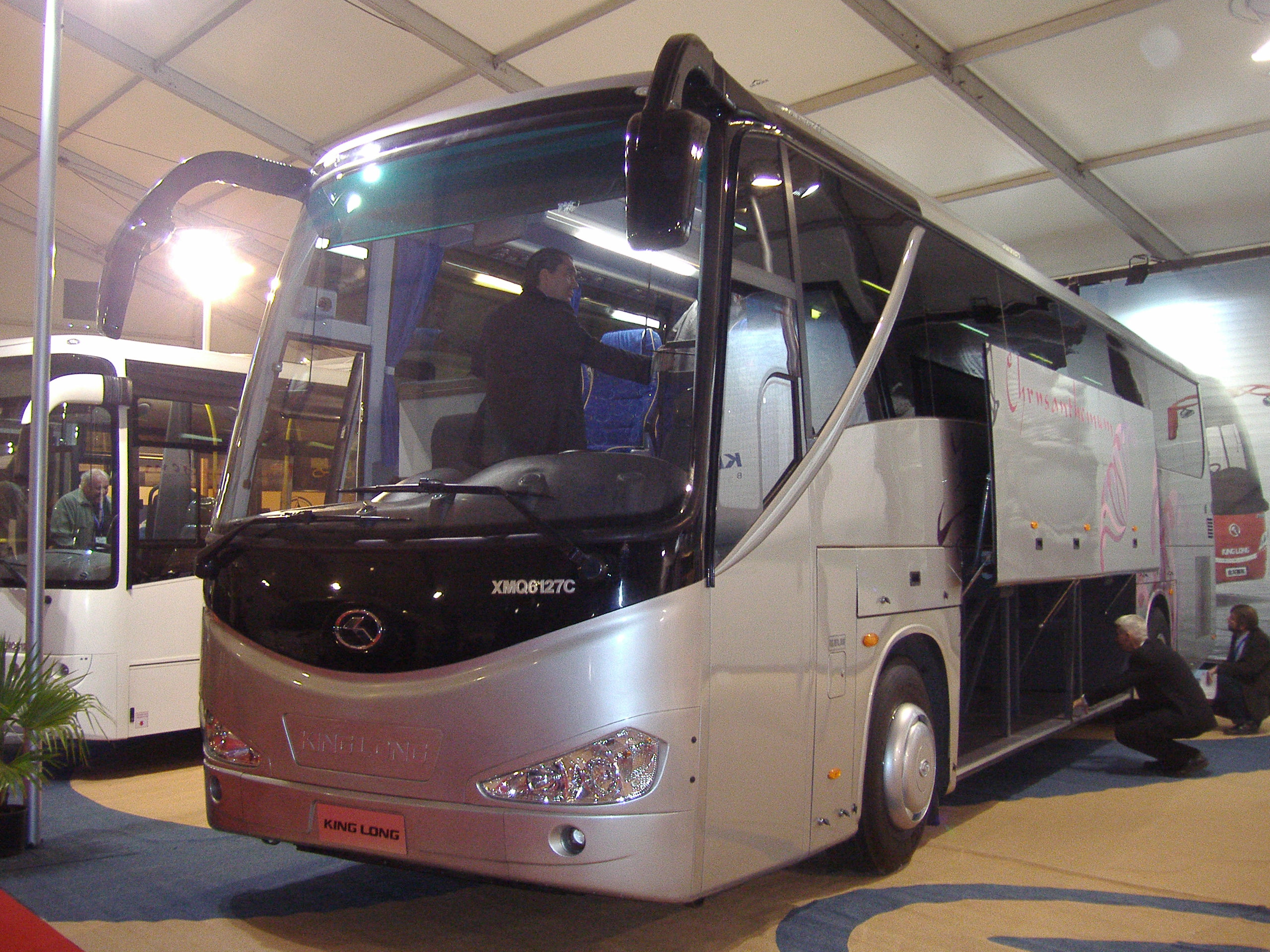
金龙XMQ6127C型客车
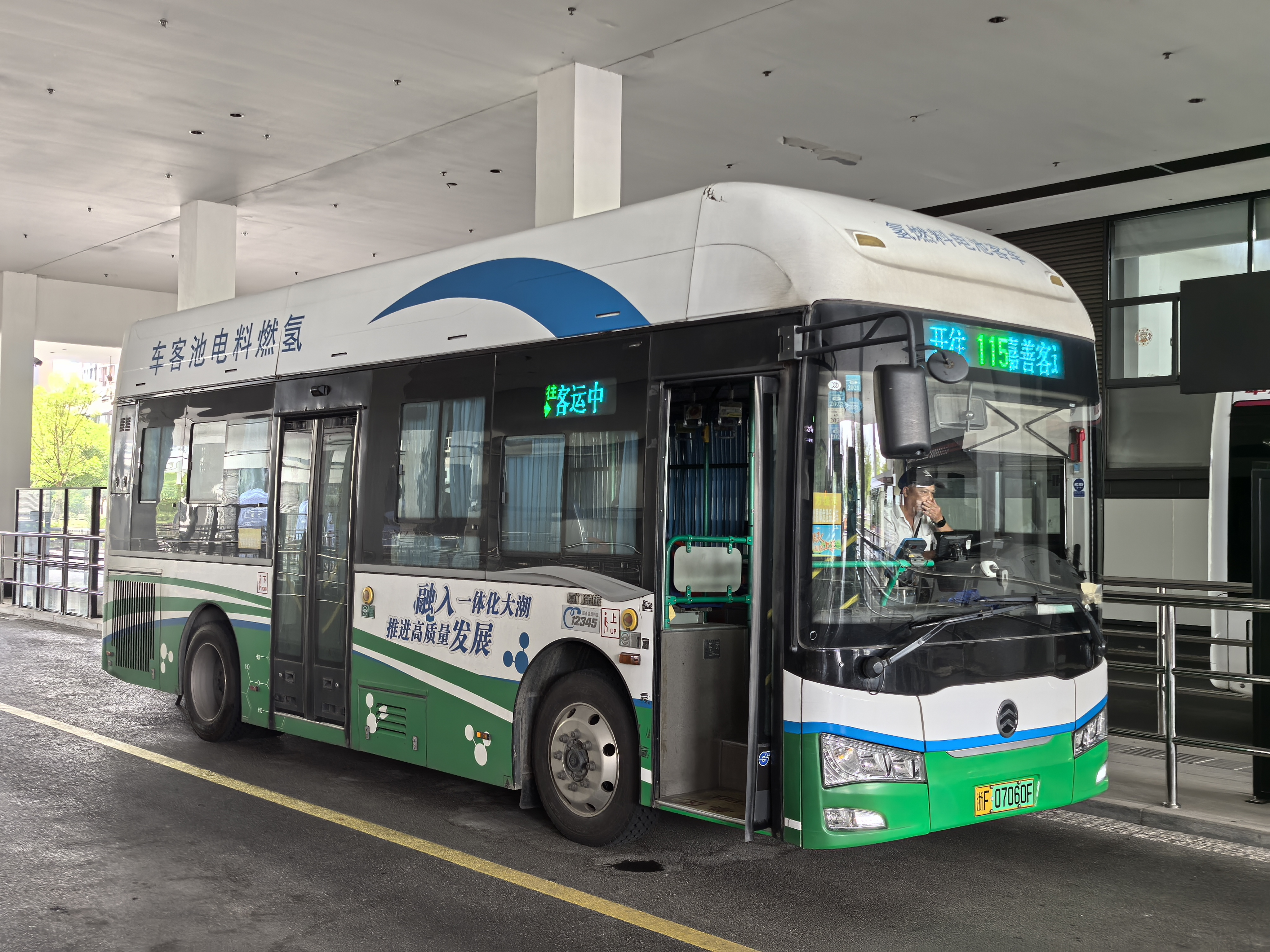
浙江嘉善善通运输的厦门金旅XML6855JFCEVJ0CA型氢燃料电池公交
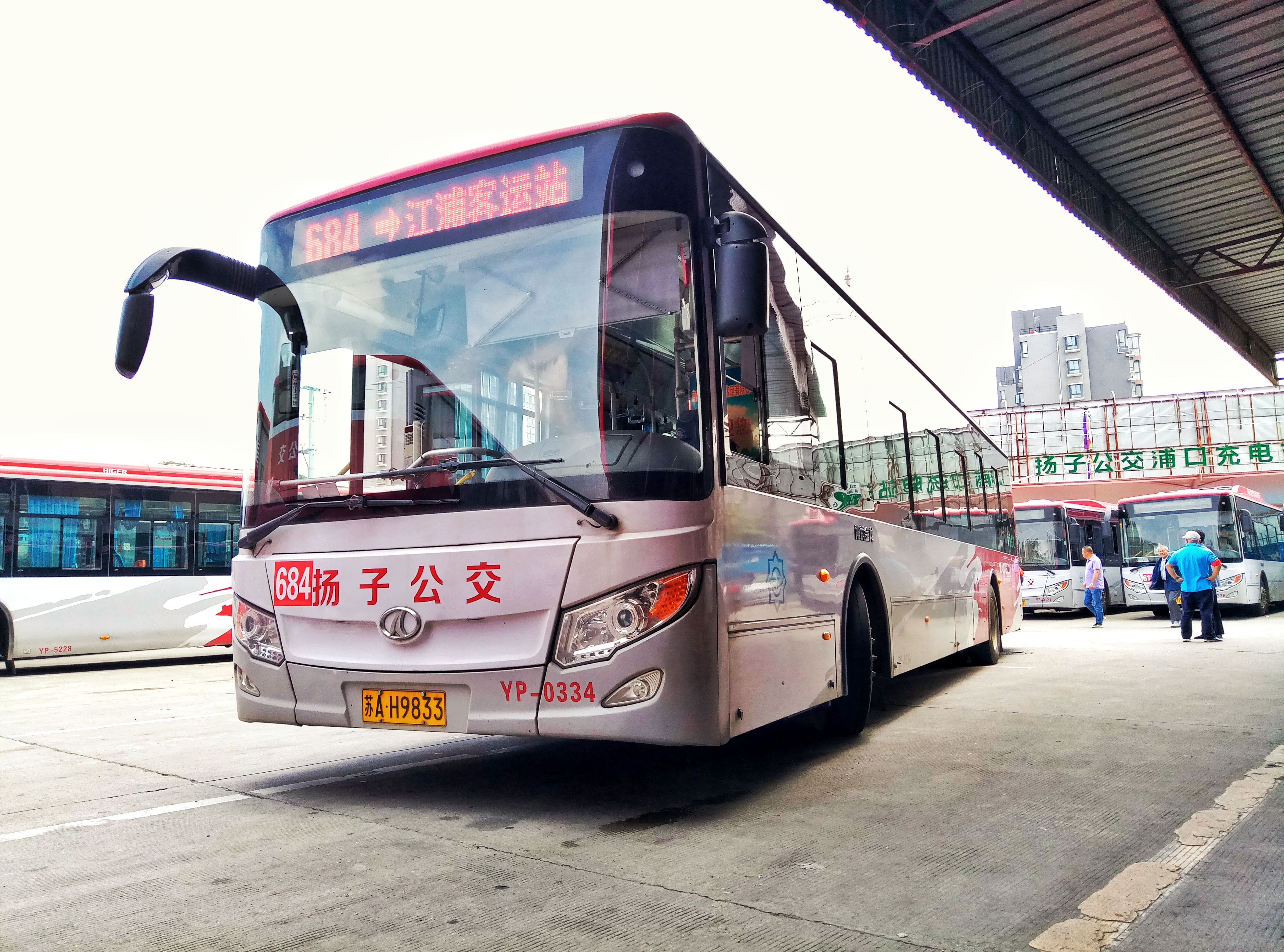
南京扬子公交的南京金龙纯电动客车
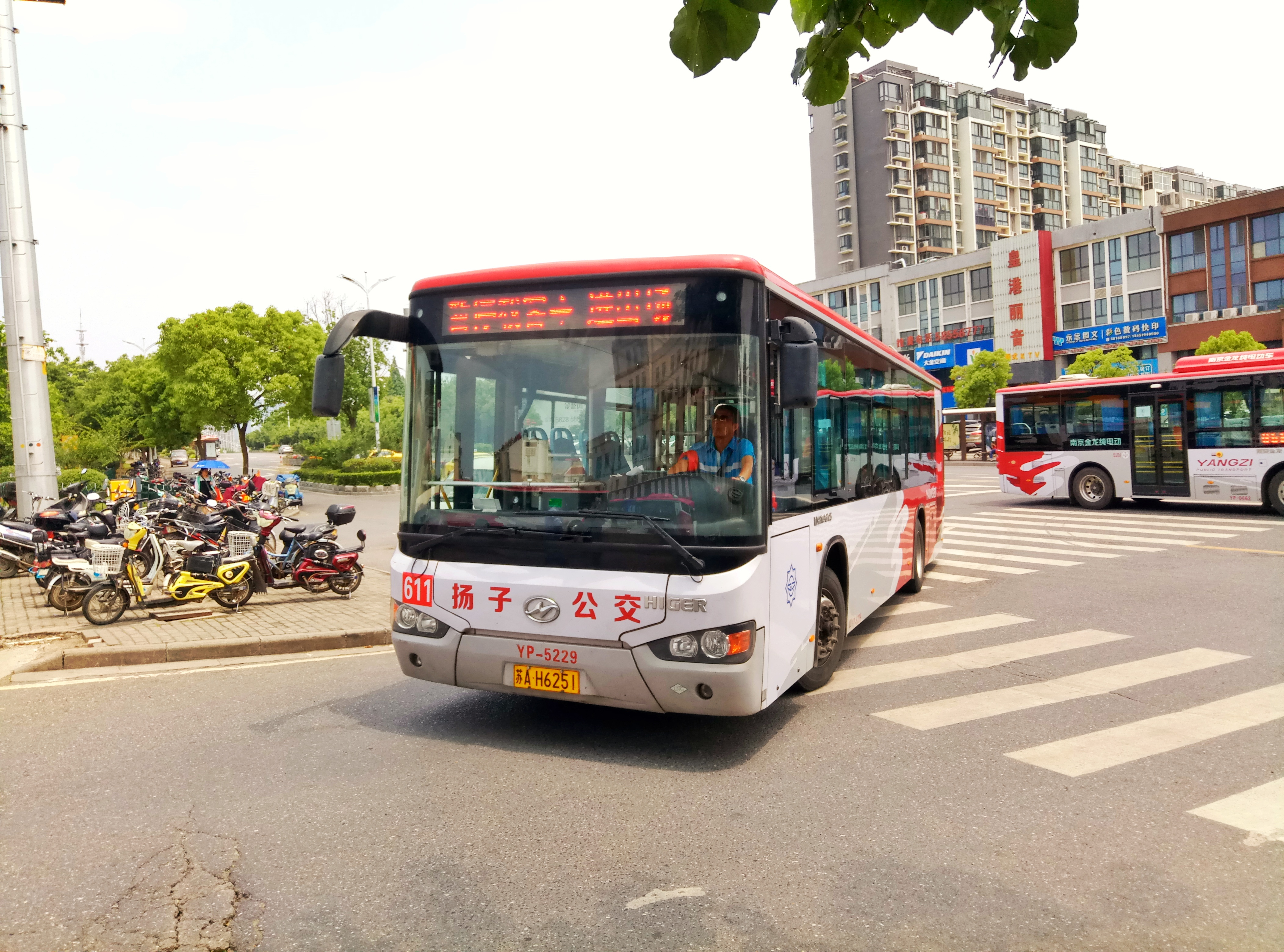
南京扬子公交的苏州金龙海格客车
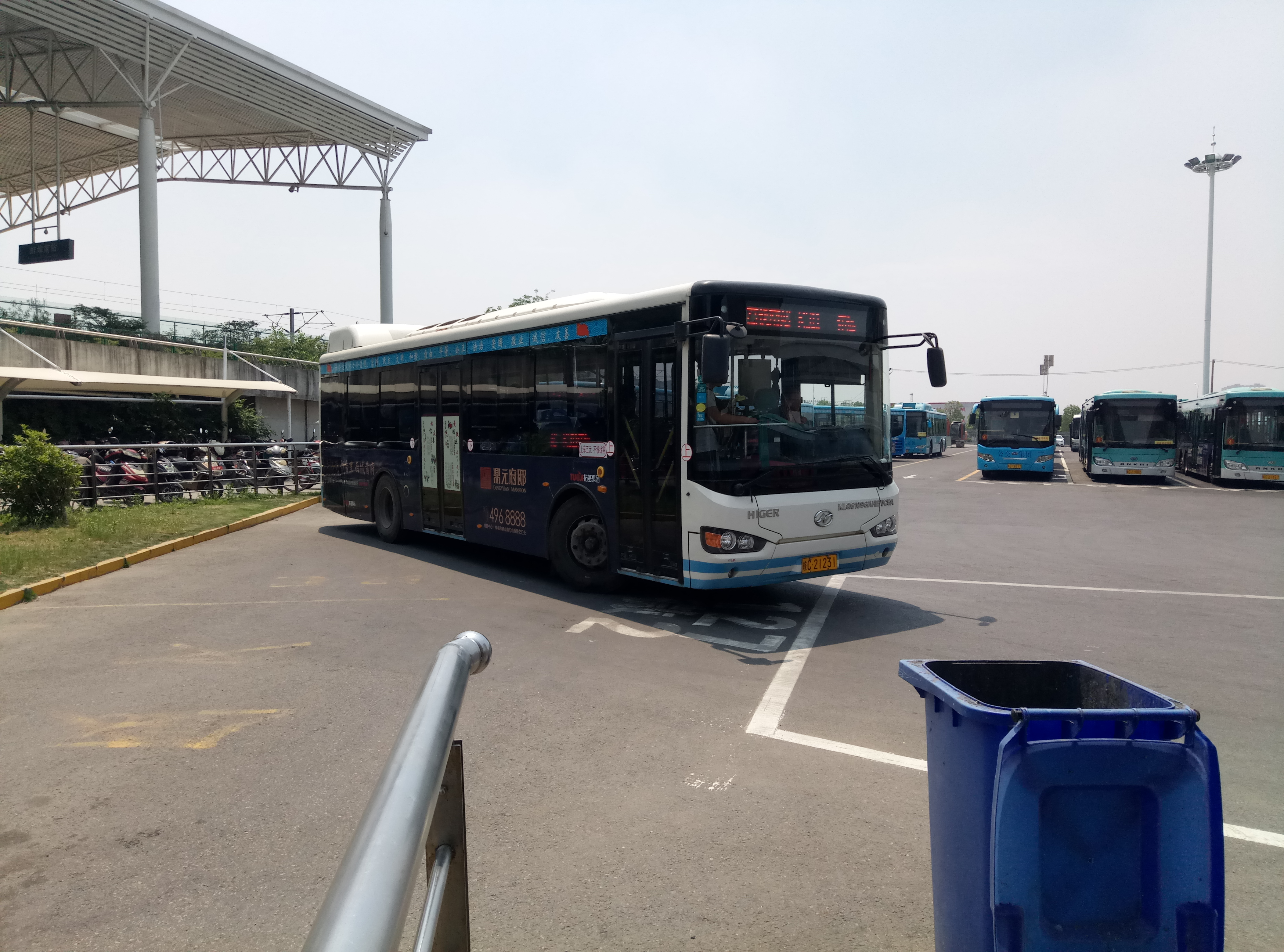
蚌埠公交集团的苏州金龙海格混合动力客车

以下企業均隸屬於廈門金龍聯合汽車公司：
- 厦门金龙联合汽车工业有限公司（主要品牌为金龙）
- 厦门金龙旅行车有限公司（主要品牌为金旅）
- 金龙联合汽车工业（苏州）有限公司（简称苏州金龙，主要品牌为海格）
- 南京金龙客车制造有限公司（主要品牌为东宇、开沃）[22]
- 三陽金龍